# Gaudenzio Bonfigli
Gaudenzio Bonfigli OFM (* 6. März 1831 in Matelica, Provinz Macerata, Kirchenstaat; † 6. April 1904) war ein römisch-katholischer Erzbischof und Diplomat des Heiligen Stuhls.

## Leben
Gaudenzio Bonfigli trat der Ordensgemeinschaft der Franziskaner und legte 1846 die ewige Profess ab. Er empfing 1853 das Sakrament der Priesterweihe.
Am 19. August 1881 ernannte ihn Papst Leo XIII. zum Titularbischof von Casius und bestellte ihn zum Weihbischof in Aleppo. Der lateinische Patriarch von Jerusalem, Vincenzo Bracco, spendete ihm am 13. November desselben Jahres die Bischofsweihe; Mitkonsekrator war der Apostolische Delegat in Syrien, Luigi Piavi OFM.
Papst Leo XIII. ernannte ihn am 19. August 1890 zum Titularerzbischof von Cabasa und bestellte ihn zum Apostolische Delegat in Syrien. Gaudenzio Bonfigli wurde am 25. Februar 1896 Apostolischer Delegat in Ägypten.